# آنتونی استوکس
آنتونی استوکس (انگلیسی: Anthony Stokes؛ زادهٔ ۲۵ ژوئیهٔ ۱۹۸۸) بازیکن سابق فوتبال اهل جمهوری ایرلند است که در پست مهاجم بازی می‌کرد.
از باشگاه‌هایی که وی در آن بازی کرده‌است می‌توان به آرسنال، هیبرنین، شفیلد یونایتد، سلتیک، فالکیرک، کریستال پالاس و بلکبرن روورز، پرسپولیس و تراکتور اشاره کرد.

## اوایل زندگی
نام او در ابتدا آنتونی بِرن (Anthony Byrne) بود، اما او توسط عمه و شوهر عمهٔ خود، به نام‌های جوان و جان استوکس در ۱۸ ماهگی به فرزندی گرفته شد. والدین جدید او هزینه‌های لازم را برای درس خواندن در یک مدرسهٔ غیرانتفاعی کاتولیک پرداخت کردند.
وی بارها به دلیل حمل مواد مخدر در کشورش بازداشت شده است.

## دوران حرفه ای

### اوایل دوران حرفه ای
استوکس قبل از به امضا رساندن قرارداد با آرسنال، در تیم‌های پایهٔ کینمالاق، اسکر سلتیک، چری اورچرد و شلبورن بازی کرده بود.

### آرسنال
استوکس تنها وقتی ۱۵ سال داشت، وارد تیم دوم آرسنال شد. اولین بازی حرفه ای خود را به عنوان یار تعویضی در جام اتحادیه برای آرسنال، در مقابل ساندرلند به تاریخ ۲۵ اکتبر ۲۰۰۵ انجام داد، که به جای آرتور لوپولی در دقیقه ۸۸ بعد از برد ۳–۰ وارد زمین شد.
در ژوئیهٔ ۲۰۰۶، وی به عنوان اینکه بتواند حداقل به صورت قرضی در باشگاه ساندرلند بازی کند، در تمرینات این تیم شرکت کرد اما مدیر باشگاه ساندرلند به خاطر تعدد بازیکنان و همچنین نبود تیم دوم، مانع از بستن قرارداد با وی شد.

### فالکیرک
آرسنال با انتقال قرضی وی به فالکیرک در لیگ برتر فوتبال اسکاتلند تا آخر سال ۲۰۰۶ موافقت کرد. استوکس اولین گل خود را برای فالکریک در بازی که در نهایت ۱–۰ برنده شدند مقابل اینورنس کالدنیون تیسل در تاریخ ۱۹ سپتامبر ۲۰۰۶ به ثمر رساند. در ادامه روند گلزنی خود را در ۲۱ اکتبر با دو گل دیگر در مقابل اینورنس پیش برد. در ۲۸ اکتبر، یکی از هتریک‌های دوران حرفه ای خود را در یک برد ۵–۱ در مقابل داندی یونایتد به ثمر رساند. استوکس از هتریک بعدی خود در مسابقه مقابل دانفرمیلن اتلتیک رونمایی کرد، که بدان معنا بود که او تنها در ۴ مسابقه، ۹ گل به ثمر رسانده‌است. تبدیل شدن به اولین بازیکنی که در مسابقات پشت سر هم در لیگ برتر فوتبال اسکاتلند انجام داده، استوکس در ادامه سومین هتریک خود را در مسابقه ای که آخرین مسابقه اش برای فالکریک بود، در یک برد ۳–۱ در مقابل اینورنس در ۳۰ دسامبر به ثمر رساند.

### ساندرلند
استوکس توسط باشگاه آرسنال او را با ارزش ۲ میلیون یورو به باشگاه ساندرلند منتقل کرد. سلتیک و چارلتون اتلتیک به این بازیکن علاقه‌مند بودند، اما استوکس نشان داد که در قبال تصمیم‌گیری اش، تحت تأثیر قرار گرفتن زیاد در مورد سرمربی ساندرلند و مدیر اسبق آیریش اینترنشنال، روی کین قرار گرفته بوده‌است. استوکس در ابتدا با شماره ۲۶ در ساندرلند وارد شد، اما با انتقال جاون استد به شفیلد یونایتد شماره ۹ به او رسید. استوکس اولین بازی رسمی خود برای ساندرلند را در چند روز بعد انجام داد، و یک سانتر برای دیوید کانولی فرستاد تا بازی را ۱–۰ در مقابل ایپسویچ تاون ببرند. استوکس اولین گلش برای ساندرلند را در ۱۰ فوریه ۲۰۰۷ در مقابل پلایموث آگریل به ثمر رساند، که از فاصله ۲۰ یاردی به عنوان یک تعویضی اینکار را انجام داد.
استوکس از ورود به کلوپ شبانه «شیشه عنکبوتی» واقع در شهر ساندرلند به خاطر دلخوری روی کین از اینکه اینکار بر روی تمرینات استوکس تأثیر گذاشته، منع شد. مدیر کلوپ پیشنهاد لغو محرومیت استوکس برای حضور در کلوپ را بعد از فصل ۰۸–۲۰۰۷ را با تعارف یک بطری شامپاین داد. پس از آن، استوکس اولین گل لیگ برتر انگلستان را به ثمر رساند؛ گل دقیقه آخری در مقابل دربی کانتی که ساندرلند را از مرز تیم‌های سقوط کرده خارج کرد. قبل از شروع فصل ۰۹–۲۰۰۸ استوکس شماره ۹ را از دست داد و به عنوان شماره ۴۴ حاضر شد. در ۲۳ سپتامبر ۲۰۰۸، استوکس دو گل دیرهنگام را در جام حذفی در مقابل نورث‌همپتون تاون به ثمر رساند.

### شفیلد یونایتد
در ۱۷ اکتبر ۲۰۰۸، استوکس برای قرارداد قرضی ۳ ماهه، با امکان افزایش قرارداد تا آخر فصل، به شفیلد یونایتد منتقل شد. استوکس دوباره پیراهنی که جاون استد پوشیده بود را از آن خود کرد، که اینبار شماره ۸ بود. استوکس اولین مسابقه خود را برای شفیلد در یک دربی محلی در مقابل شفیلد ونزدی انجام داد، که به عنوان یار تعویضی در نیمه دوم وارد زمین شد. استوکس دوران حضور در شفید را در ورزشگاه برامال لین در ترکیب اصلی گذراند اما دوباره نیمکت نشین شد و در بازگشت قرضی خود به ساندرلند، تنها ۱۲ بازی و بدون گل زده را ثبت کرد.

### کریستال پالاس
در مارس ۲۰۰۹، استوکس به صورت قرضی به به کریستال پالاس پیوست.

### هیبرنین
استوکس با قرارداد نامعلوم به هیبرنین پیوست، که به ادعای یک رسانه در اگوست ۲۰۰۹، رقمی نزدیک به ۵۰۰ هزار یورو منتشر شد. این بدان معنا بود که دوباره با جان هاگز، که سرمربی او در زمان قرار داد قرضی به فالکیرک بود، همراه شده بود. استوکس اولین مسابقه رسمی خود را در مقابل باشگاه پیشین خود فالکیرک انجام داد، که تنها به اعتبار هاگز که دلیل اصلی او بود به هیبرنین پیوسته بود. او اولین گل خود را در یک بازی خانگی در مقابل اس تی جاناستون در ۱۹ سپتامبر که در نهایت ۳–۰ تمام شد، به ثمر رساند. در همان موقع، استوکس در تیتر روزنامه‌ها مبنی بر دعوا در یک کلوپ شبانه قرار گرفت، که از جان هاگز خواسته شد که به او انضباط را گوشزد کند و به او «آرام باش» بگوید. در ماه دسامبر، او پنج گل در ۳ بازی به ثمر رساند، که به نوار عدم شکست هیبرنین کمک کرد تا ۱۲ بازی همچنان بازنده نباشند. در ۲۷ دسامبر ۲۰۰۹، استوکس سریع‌ترین گل تاریخ لیگ اسکاتلند را به ثمر رساند، تنها ۱۲٫۴ ثانیه پس از سوت بازی در مقابل رنجرز. این گل او رکورد قبلی ۱۷ ثانیهٔ سالیوس میکولیوناس را در مسابقه بین هارتز و سنت میرن در ۲ دسامبر ۲۰۰۶ را شکست. گل استوکس تنها نقطه قوت او برای هیبرنین بود، چرا که آن بازی را در نهایت ۴–۱ واگذار کردند. آمادگی او جایزه بازیکن برتر ماه لیگ اسکاتلند را در دسامبر ۲۰۰۹ به همراه داشت. استوکس گلزنی‌های متعدد خود را در فصل ۱۰–۲۰۰۹ نیز ادامه داد. او در نوامبر ۲۰۰۹ جایزه گل فصل، دقیقاً همان گلی که در مقابل رنجرز به ثمر رسانده بود را دریافت کرد.
در شروع فصل بعدی، استوکس عملکرد خود را تصدیق کرد و از جنبه‌های بیشتر برای پیشرفت خود، سخن گفت. در ادامه به سلتیک منتقل شد، انتقالی که سرمربی سلتیک، نیل لنون گفته بود که «استوکس بازیکن مورد علاقه ماست». رسانه اسکاتمن گزارش داد که در ابتدا هیبرنین با این انتقال مخالفت کرده، اما در ادامه آنها پیشنهاد دوم سلتیک را در روزهای بعدی قبول کردند.

### سلتیک

#### فصل ۱۱–۲۰۱۰

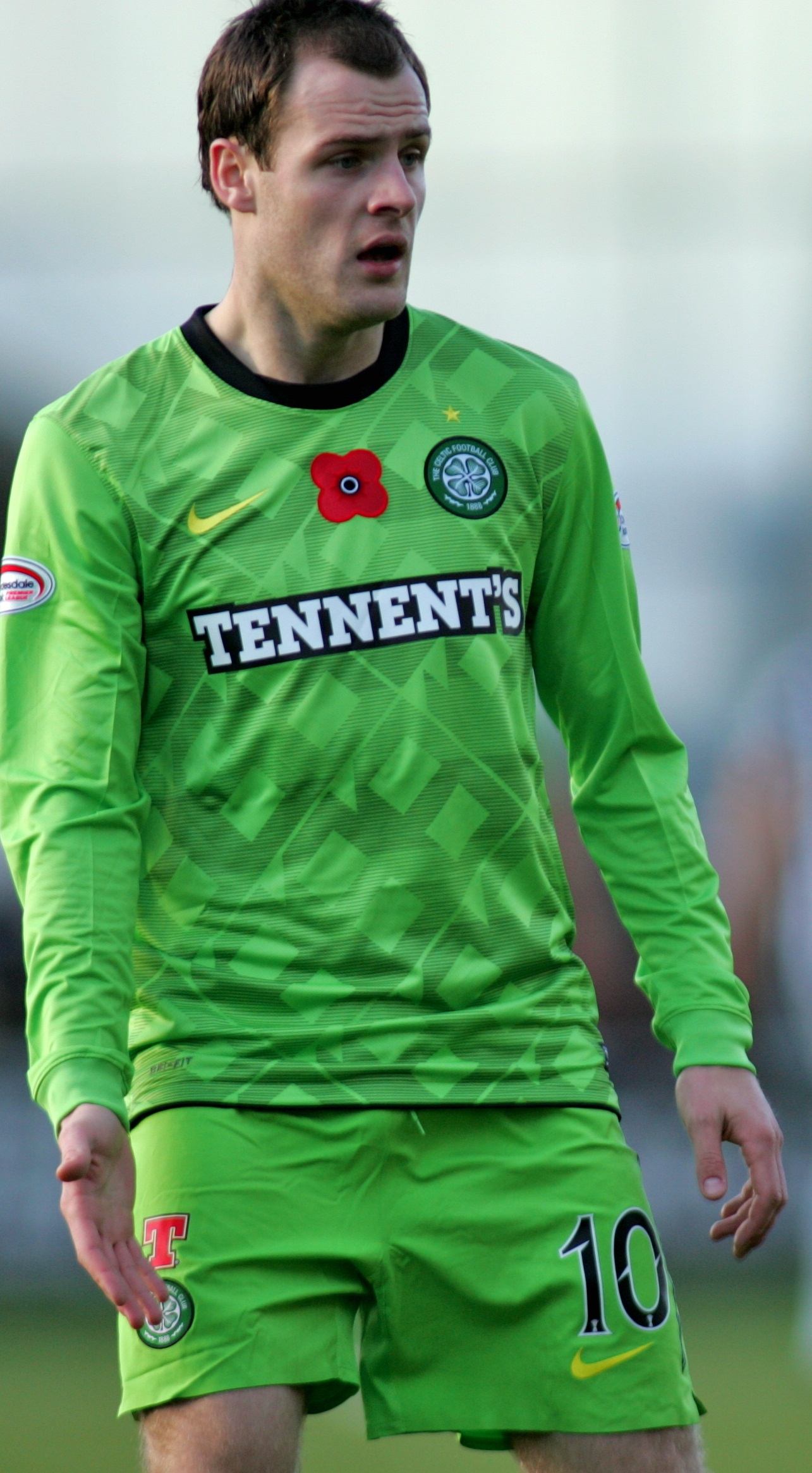
استوکس در سلتیک، نوامبر ۲۰۱۰

در ۳۱ اوت ۲۰۱۰، استوکس قراردادی چهارساله با باشگاه سلتیک امضا کرد. اولین بازی رسمی خود را در ۱۱ سپتامبر ۲۰۱۰، در مقابل هارتز با برد ۳–۰ انجام داد. اولین گل خود را در دومین بازی خود در ۱۹ سپتامبر، در مقابل گیلمارنوک در یک برد ۲–۱ به ثمر رساند. استوکس دو گل در مسابقه در مقابل اینورنس در جام حذفی لیگ اسکاتلند به ثمر رساند، بازی که در انتها، ۶–۰ به سود سلتیک پایان یافت و یک دبل دیگر در مقابل سنت جانستون در یک چهارم نهایی همان جام در یک برد ۳–۲ به ثبت رساند.

#### فصل ۱۲–۲۰۱۱
در ۲۴ ژوئیهٔ ۲۰۱۱، استوکس اولین گل خود را در این فصل در مقابل هیبرنین به ثمر رساند. در ۱۵ اکتبر، استوکس در ۶ دقیقه، دو گل در مقابل کیلمارنوک به ثمر رساند، تا بازی را ۳–۳ به تساوی کشانده باشد. در ابتدای بازی سلتیک ۳–۰ عقب افتاده بود و استوکس با دوبار گلزنی، که یکی از آنها ضربه ایستگاهی از فاصله خیلی دور بود، موفق به انجامش شد. بعد از آن بازی سرمربی وقت سلتیک نیل لنون گفته بود که اگر آن بازی را سلتیک واگذار می‌کرد، احتمالاً از سمت خود استعفا می‌داد. این کامبک همچنین با کمک یوهان مجالبی با پاس گلش انجام شد، در حالی که سلتیک تنها ۱۵ امتیاز پشت سر رنجرز برای قهرمانی لیگ قرار بگیرد. در ۳ نوامبر، استوکس در مرحله گروهی لیگ اروپا در مقابل رن در یک برد ۳–۱ دبل کرد، و در بازی بعد در لیگ اسکاتلند یک گل و یک پاس گل از خود ثبت کرد. بعد از باخت ۲–۱ سلتیک مقابل هارتز در نیمه نهایی جام حذفی اسکاتلند، استوکس برای بازی بعد محروم شد. حرکتی که او انجام داده بود، زشت، توهین آمیز و تحقیر کننده به حساب آمده بود. در ۳ مه، استوکس تنها گل سلتیک در برد مقابل سنت جانستون را به ثمر رساند.

#### فصل ۱۳–۲۰۱۲

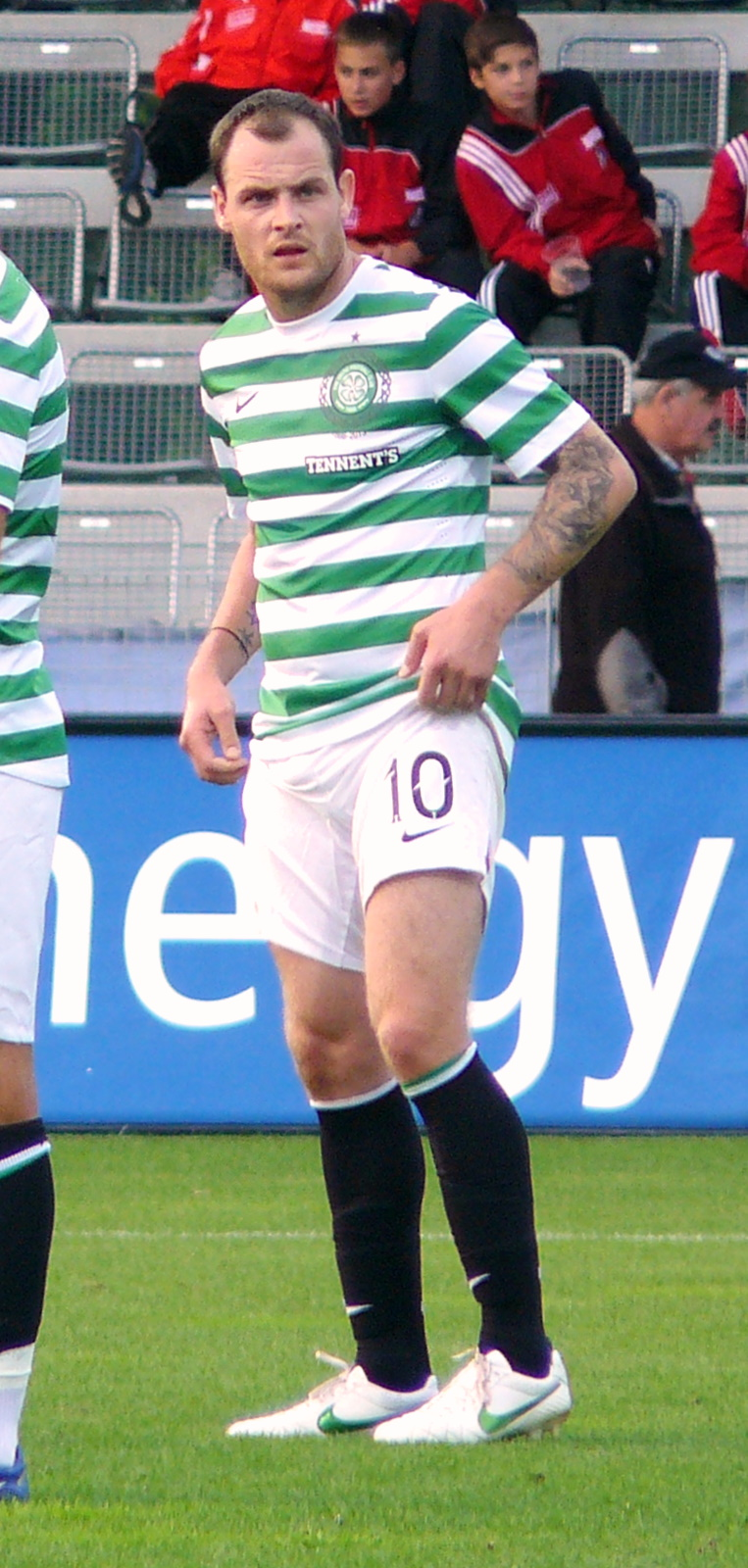
آنتونی استوکس در حال بازی برای سلتیک، در سال ۲۰۱۲

استوکس اولین حضور خود در این فصل را به عنوان یار تعویضی در مرحله مقدماتی لیگ قهرمانان اروپا مقابل هلسینکی انجام داد. استوکس بازی بعدی خود را مقابل آبردین انجام داد. اما در ادامه مصدومیتی پنج‌ماهه به سراغ او آمد تا اینکه تا ژانویه ۲۰۱۳، خانه نشین باشد، اما بعد از آن در بازی مقابل داندی یونایتد به زمین رفت. در دسامبر ۲۰۱۲، استوکس به خاطر شرکت در مراسمی که به او پاداش می‌دادند، برای آلن راین، افسر فقید جمهوری ایرلند، توسط سلتیک جریمه شد. استوکس اولین گل خود در این فصل را مقابل کیمرناک در ۳۰ ژانویه به ثمر رساند، و دوبار دیگر مقابل داندی یونایتد در دو هفتهٔ بعد گلزنی کرد. استوکس دوبار به گری هوپر در فینال جام حذفی فوتبال اسکاتلند در ۲۰۱۳، در مقابل باشگاه پیشین خود، هیبرنین پاس گل داد. او در ادامه عنوان بهترین بازیکن زمین را در حالی که برد ۳–۰ به دست آورده بودند، به دست آورد.

#### فصل ۱۴–۲۰۱۳
استوکس پنجاهمین گل خود برا سلتیک را در یک ضربه ایستگاهی دیر هنگام در مقابل داندی یونایتد در ۳۱ اوت ۲۰۱۳ به ثمر رساند. او در ۲۶ مارس، در برد مقابل پاتریک تیستل در برد ۵–۱ دبل کرد، که صدمین گل او در پرمیرشیپ اسکاتلند به حساب می‌آمد. در ادامه بیستمین گل فصل خود را در مسابقه خانگی در برد ۵–۲ مقابل آبردین به ثمر رساند.

#### فصل ۱۵–۲۰۱۴
استوکس در دو مسابقه اول در لیگ، در مقابل سنت جانستون و داندی یونایتد، با بردهای ۳–۰ و ۶–۱ گل زد. اما در ادامه لیگ استوکس نسبت به فصول گذشته کمتر گلزنی کرد، چرا که سرمربی وی، رونی دیلا، او را پست تخصصی اش که مهاجم بود، به وینگر چپ برده بود.

#### فصل ۱۶–۲۰۱۵
در ابتدای شروع فصل در ۱ اوت سال ۲۰۱۵، سرمربی سلتیک دونی دیلا اعلام کرد که استوکس دیگر در برنامه‌های بلند مدت باشگاه سلتیک قرار ندارد. در اکتبر او تنها دو مسابقه انجام داد، و در بیشتر مسابقات حتی روی نیمکت باقی ماند، به خاطر اینکه سرمربی تیم در حال جدل با او بر سر موارد انضباطی بود. با ادامه ناکامی در انجام مسابقه در ۲۹ نوامبر، استوکس عصبانیت خودر را در توئیتر نشان داد. این توئیت‌ها منجر به محرومیت ۲ هفته ای او در سلتیک شد، و سرمربی او این کارهای او را مبنی بر «بی احترامی» عنوان کرد. در پنجره نقل و انتقالاتی در ژانویه ۲۰۱۶ استوکس به هیبرنین پیوست، در حالی که از ۲۲ اوت ۲۰۱۵ هیچ بازی انجام نداده بود.

#### هیبرنین (قرضی)
در ۱۵ ژانویه ۲۰۱۶، گزارش شد که استوکس برای بازگشت به صورت قرضی به هیبرنین برای ادامه فصل به توافق رسیده‌است. یک گل دیرهنگام در بازی مقابل سنت میرن در برد ۳–۱ به ثمر رساند. در آخر فصل، استوکس ۲ گل در فینال جام حذفی اسکاتلند در سال ۲۰۱۶ به ثمر رساند که بهترین بازیکن زمین در آن بازی هم شد. بازی که در انتها هیبرنین ۳–۲ در مقابل رنجر به برتری رسید، و اولین قهرمانی آنها در این جام پس از ۱۱۴ سال.

### بلکبرن روورز
در ۱۷ ژوئن ۲۰۱۶، استوکس با بلکبرن روورز با قرار داد سه ساله به توافق رسید. او اولین گل خود را در اولین بازی که در نهایت ۴–۱ شکست خوردند، مقابل نوریچ سیتی در ۶ اوت ۲۰۱۶ به ثمر رساند و همچنین در ادامه در جام اتحادیه دو گل دیگر در مقابل منزفیلد تاون به ثمر رساند. در ژوئیهٔ ۲۰۱۷، بلکبرن و استوکس برای فسخ قرارداد به توافق رسیدند.

### هیبرنین (سومین حضور)

استوکس در کنار جیسون کامینگ و فریزر فیوی در ورزشگاه ایستر رود

استوکس قرارداد ۲ ساله‌ای را با باشگاه هیبرنین در اوت ۲۰۱۷ به امضا رساند. در اولین شروع خود در مقابل آیر یونایتد در پرمیرشیپ اسکاتلند در تاریخ ۸ اوت ۲۰۱۷، دبل کرد. استوکس ۱۱ گل در ۲۱ مسابقه در طول سومین حضورش در هیبرنین به ثمر رساند، اما به دلایل انضباطی در ژانویه ۲۰۱۸ از ترکیب اصلی خارج شد. در ادامه قرارداد خود را در ۳۰ ژانویه فسخ کرد.

### آپولون اسمیرنی
در ۷ فوریه ۲۰۱۸، تنها چند روز مانده به پایان پنجره نقل و انتقالات لیگ یونان، به عنوان بازیکن آزاد به تیم آپولون اسمیرنی در سوپر لیگ فوتبال یونان با قرارداد ۱۸ ماهه پیوست. برای استوکس این بار خیلی طول نکشید تا به دردسر بیفتد، چرا که یک هفته در تمرینات در آوریل ۲۰۱۸ شرکت نکرد. در ادامه باشگاه او اعلام کرد که «ما به دنبال راه قانونی برای فسخ قرارداد با وی هستیم».

### تراکتور
در تاریخ ۲۰ ژوئن ۲۰۱۸، اعلام شد که استوکس بار دیگر به عنوان بازیکن آزاد، این بار به پرمیرشیپ اسکاتلند برگشته و با باشگاه سنت میرن تمرین می‌کند. اما در ادامه، در ژوئیهٔ ۲۰۱۸، قراردادی دو ساله با تراکتور در لیگ برتر فوتبال ایران به امضا رساند.

### آدانا دمیراسپور
در ۱۶ ژوئیهٔ ۲۰۱۹، استوکس با قراردادی دو ساله به آدانا دمیراسپور در لیگ دسته اول فوتبال ترکیه پیوست. به هر حال در ۲۷ نوامبر، باشگاه او در توئیتر اعلام کرد که قرارداد او با باشگاه فسخ شده، بعد از ۶ بازی و تنها یک گل.

### پرسپولیس

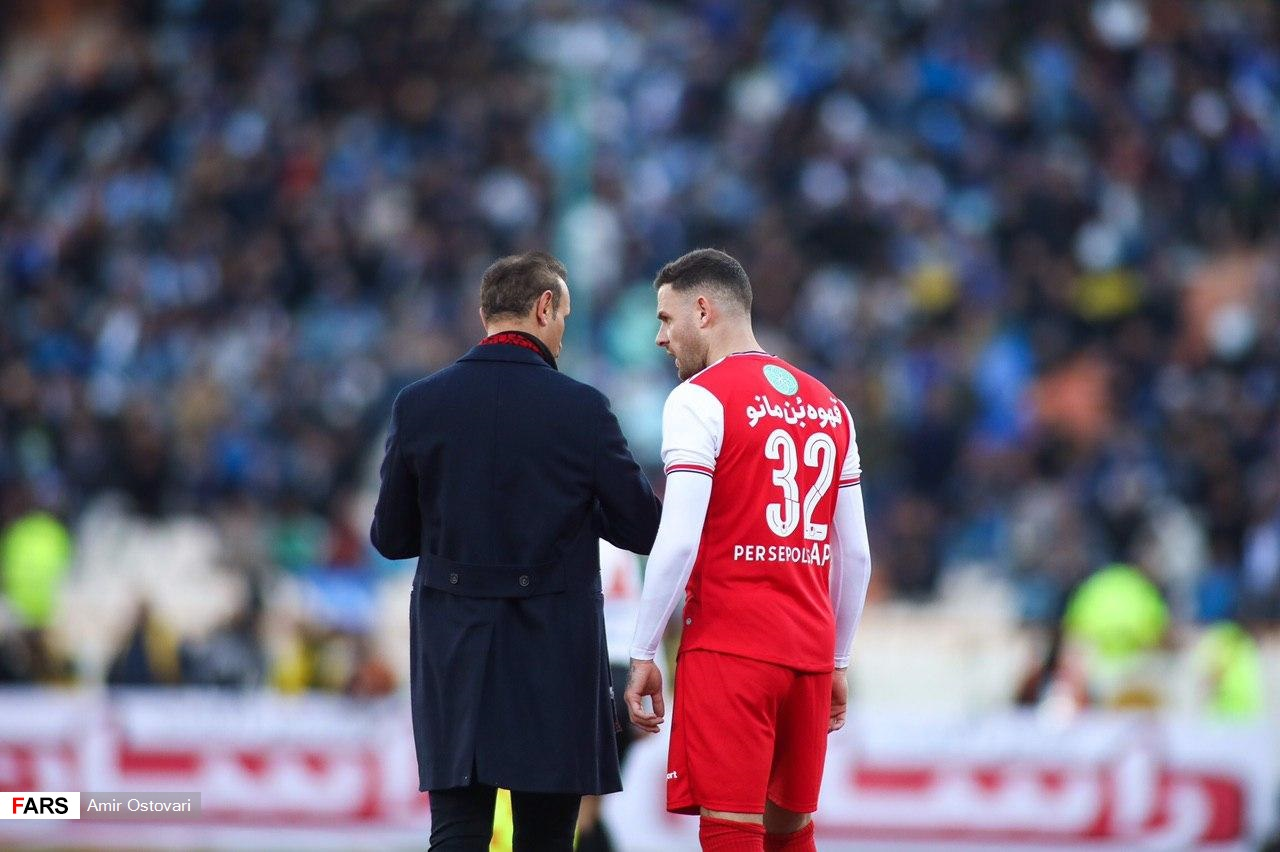
استوکس در حال ورود به زمین به عنوان یار تعویضی در شهرآورد ۹۲.

او در نیم‌فصل دوم فصل ۹۹–۱۳۹۸ به صورت آزاد به پرسپولیس پیوست. قرارداد این بازیکن به وسیله مسئولان پرسپولیس و مدیر برنامه او در دبی به ثبت رسید. استوکس شماره ۱۰ را انتخاب کرده بود اما با توجه به اینکه فرشاد احمدزاده در نیم‌فصل اول لیگ برتر و جام حذفی این شماره را بر تن کرده بود، مقرر شد استوکس در لیگ برتر و جام حذفی شماره ۳۲ را بپوشد و در لیگ قهرمانان آسیا شماره ۱۰ را بر تن کند.
استوکس اولین حضورش در پرسپولیس را در شهرآورد ۹۲ تجربه کرد. او به جای کریستین اوساگونا در دقیقه ۷۱ وارد زمین شد و روی گل دوم و مساوی پرسپولیس که در دقیقه ۸۹ توسط بشار رسن به ثمر رسید تأثیرگذار بود. در ادامه او یک ضربه ایستگاهی را با اختلاف بسیار کم به بیرون فرستاد تا پرسپولیس با نتیجه ۲–۲ مساوی در مقابل استقلال بازی را به اتمام برساند.

## آمار و ارقام

### باشگاهی
تا تاریخ ۶ February ۲۰۲۰
| باشگاه               | فصل     | لیگ  | لیگ | جام حذفی | جام حذفی | جام حذفی دیگر | جام حذفی دیگر | سایر رقابت‌ها | سایر رقابت‌ها | مجموع | مجموع |
| باشگاه               | فصل     | بازی | گل  | بازی     | گل       | بازی          | گل            | بازی         | گل           | بازی  | گل    |
| -------------------- | ------- | ---- | --- | -------- | -------- | ------------- | ------------- | ------------ | ------------ | ----- | ----- |
| آرسنال               | ۰۶–۲۰۰۵ | —    | —   | —        | —        | ۱             | ۰             | —            | —            | ۱     | ۰     |
| آرسنال               | ۰۷–۲۰۰۶ | —    | —   | —        | —        | —             | —             | —            | —            | —     | —     |
| آرسنال               | مجموع   | —    | —   | —        | —        | ۱             | ۰             | —            | —            | ۱     | ۰     |
| فالکیرک (قرضی)       | ۰۷–۲۰۰۶ | ۱۶   | ۱۴  | —        | —        | ۲             | ۲             | —            | —            | ۱۸    | ۱۶    |
| ساندرلند             | ۰۷–۲۰۰۶ | ۱۴   | ۲   | —        | —        | —             | —             | —            | —            | ۱۴    | ۲     |
| ساندرلند             | ۰۸–۲۰۰۷ | ۲۰   | ۱   | —        | —        | ۱             | ۰             | —            | —            | ۲۱    | ۱     |
| ساندرلند             | ۰۹–۲۰۰۸ | ۲    | ۰   | —        | —        | ۱             | ۲             | —            | —            | ۳     | ۲     |
| ساندرلند             | مجموع   | ۳۶   | ۳   | —        | —        | ۲             | ۲             | —            | —            | ۳۸    | ۵     |
| شفیلد یونایتد (قرضی) | ۰۹–۲۰۰۸ | ۱۲   | ۰   | —        | —        | —             | —             | —            | —            | ۱۲    | ۰     |
| کریستال پالاس (قرضی) | ۰۹–۲۰۰۸ | ۱۳   | ۱   | —        | —        | —             | —             | —            | —            | ۱۳    | ۱     |
| هیبرنین              | ۱۰–۲۰۰۹ | ۳۷   | ۲۱  | ۴        | ۱        | ۲             | ۱             | —            | —            | ۴۳    | ۲۳    |
| هیبرنین              | ۱۱–۲۰۱۰ | ۳    | ۱   | —        | —        | —             | —             | ۲            | ۰            | ۵     | ۱     |
| هیبرنین              | مجموع   | ۴۰   | ۲۲  | ۴        | ۱        | ۲             | ۱             | ۲            | ۰            | ۴۸    | ۲۴    |
| سلتیک                | ۱۱–۲۰۱۰ | ۲۹   | ۱۴  | ۳        | ۰        | ۳             | ۵             | —            | —            | ۳۵    | ۱۹    |
| سلتیک                | ۱۲–۲۰۱۱ | ۳۴   | ۱۲  | ۴        | ۴        | ۴             | ۳             | ۵            | ۲            | ۴۷    | ۲۱    |
| سلتیک                | ۱۳–۲۰۱۲ | ۱۷   | ۵   | ۴        | ۲        | ۱             | ۰             | ۱            | ۰            | ۲۳    | ۷     |
| سلتیک                | ۱۴–۲۰۱۳ | ۳۳   | ۲۰  | ۲        | ۱        | ۱             | ۰             | ۱۰           | ۰            | ۴۶    | ۲۱    |
| سلتیک                | ۱۵–۲۰۱۴ | ۲۱   | ۷   | ۴        | ۱        | ۴             | ۰             | ۹            | ۰            | ۳۸    | ۸     |
| سلتیک                | ۱۶–۲۰۱۵ | ۱    | ۰   | —        | —        | —             | —             | ۱            | ۰            | ۲     | ۰     |
| سلتیک                | مجموع   | ۱۳۵  | ۵۸  | ۱۷       | ۸        | ۱۳            | ۸             | ۲۶           | ۲            | ۱۹۱   | ۷۶    |
| هیبرنین (قرضی)       | ۱۶–۲۰۱۵ | ۱۴   | ۵   | ۶        | ۴        | ۱             | ۰             | ۴            | ۰            | ۲۵    | ۹     |
| بلکبرن روورز         | ۱۷–۲۰۱۶ | ۸    | ۱   | ۲        | ۰        | ۲             | ۲             | ۲            | ۱            | ۱۴    | ۴     |
| هیبرنین              | ۱۸–۲۰۱۷ | ۱۸   | ۷   | —        | —        | ۳             | ۴             | —            | —            | ۲۱    | ۱۱    |
| آپولون اسمیرنی       | ۱۸–۲۰۱۷ | ۴    | ۰   | —        | —        | —             | —             | —            | —            | ۴     | ۰     |
| تراکتور              | ۹۸–۱۳۹۷ | ۲۳   | ۱۱  | ۱        | ۲        | —             | —             | —            | —            | ۲۴    | ۱۳    |
| آدانا دمیراسپور      | ۲۰–۲۰۱۹ | ۶    | ۱   | ۰        | ۰        | —             | —             | —            | —            | ۶     | ۱     |
| پرسپولیس             | ۹۹–۱۳۹۸ | ۱    | ۰   | ۰        | ۰        | —             | —             | ۱            | ۰            | ۲     | ۰     |
| جمع کل               | جمع کل  | ۳۲۶  | ۱۲۳ | ۳۰       | ۱۵       | ۲۶            | ۱۹            | ۳۵           | ۳            | ۴۱۷   | ۱۶۰   |

### بین‌المللی
تا تاریخ ۲۰ November ۲۰۱۴
| تیم ملی فوتبال جمهوری ایرلند | تیم ملی فوتبال جمهوری ایرلند | تیم ملی فوتبال جمهوری ایرلند |
| سال                          | بازی                         | گل                           |
| ---------------------------- | ---------------------------- | ---------------------------- |
| ۲۰۰۷                         | ۳                            | ۰                            |
| ۲۰۰۸                         | ۰                            | ۰                            |
| ۲۰۰۹                         | ۰                            | ۰                            |
| ۲۰۱۰                         | ۰                            | ۰                            |
| ۲۰۱۱                         | ۱                            | ۰                            |
| ۲۰۱۲                         | ۰                            | ۰                            |
| ۲۰۱۳                         | ۴                            | ۰                            |
| ۲۰۱۴                         | ۱                            | ۰                            |
| مجموع                        | ۹                            | ۰                            |

## افتخارات

### باشگاهی
- ساندرلند
  - چمپیونشیپ: ۰۷–۲۰۰۶
- سلتیک
  - پرمیرشیپ اسکاتلند: ۱۲–۲۰۱۱، ۱۳–۲۰۱۲، ۱۴–۲۰۱۳، ۱۵–۲۰۱۴
  - جام حذفی فوتبال اسکاتلند: ۱۱–۲۰۱۰، ۱۳–۲۰۱۲
  - لیگ کاپ اسکاتلند: ۱۵–۲۰۱۴
- هیبرنین
  - جام حذفی فوتبال اسکاتلند: ۱۶–۲۰۱۵[۳۷]

### انفرادی
- بهترین بازیکن جوان ماه لیگ اسکاتلند (۳): اکتبر ۲۰۰۶، نوامبر ۲۰۰۶، دسامبر ۲۰۰۹
- بهترین گل فصل پرمیر لیگ اسکاتلند (۱): ۱۰–۲۰۰۹[۱۶]